# یواس‌اس مونتروز (ای‌پی‌ای-۲۱۲)
یواس‌اس مونتروز (ای‌پی‌ای-۲۱۲) (به انگلیسی: USS Montrose (APA-212)) یک کشتی بود که طول آن ۴۵۵ فوت (۱۳۹ متر) بود. این کشتی در سال ۱۹۴۴ ساخته شد.